# Leucochroma corope
Leucochroma corope là một loài bướm đêm trong họ Crambidae.

## Hình ảnh

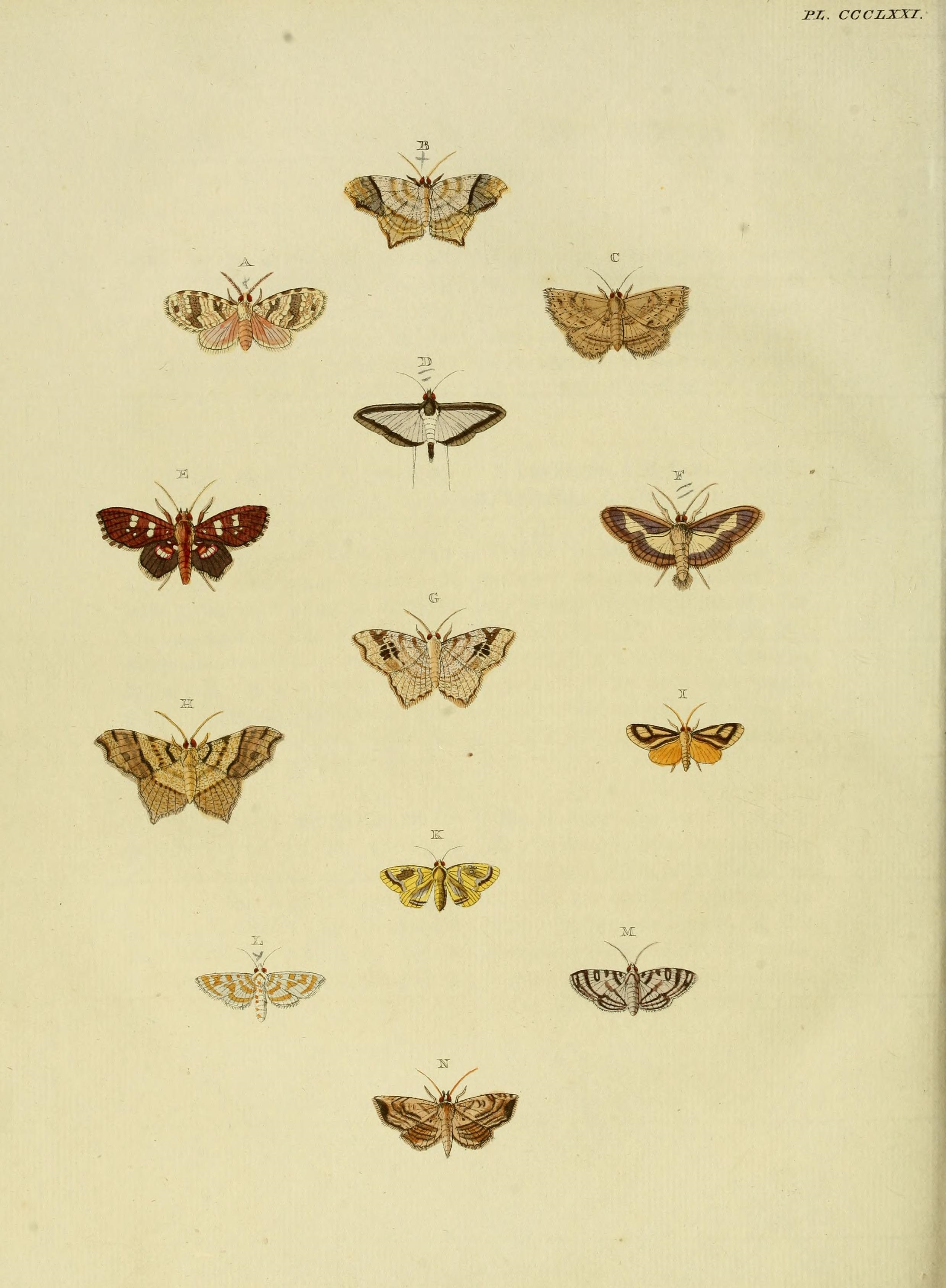